# 史丹利·艾林
史丹利·艾林（英語：Stanley Ellin，1916年10月6日—1986年7月31日），為美國推理小說作家。
艾林出生於紐約的布魯克林區，在成為推理作家前，他曾任職教師、鋼鐵工人、乳牛牧場農夫等，二戰時並從軍上了戰場。1946年，艾林在妻子的支持之下，投稿短篇處女作本店招牌菜（The Specialty of the House），這部作品受到艾勒里·昆恩的賞識，而獲得第三屆艾勒里·昆恩推理雜誌徵文比賽的短篇推理特別獎──最佳新進作品。此後，艾林在他的作家生涯中獲獎無數，1954年獲得美國推理作家協會所頒發的愛倫坡獎。